# エンリケ・メサ
エンリケ・メサ・エンリケス（Enrique Meza Enriquez、1948年3月3日 - ）は、メキシコ・シウダ・デ・メヒコ出身の元サッカー選手、現サッカー指導者。現役時代のポジションはゴールキーパー。息子のエンリケ・マキシミリアーノ・メサもサッカー指導者である。

## 指導者経歴
1982年、選手時代の古巣クルス・アスルの監督に就任して指導者の道を歩み出した。1992年から1995年にもクルス・アスルの指揮を執り、1994-95シーズンにはリギージャ（プレーオフ）決勝に駒を進めたが、クラブ・ネカクサに敗れた。1995年から1996年にはモナルカス・モレリアの指揮を執ったが、指導者として注目を集めたのは1996年にトロス・ネサの監督に就任してからである。トロス・ネサは非常に攻撃的なスタイルを見せ、ベラーノ1997のレギュラーシーズンの17試合でリーグ最多の40得点を挙げた。リギージャではUNAMプーマスとネカクサを破って決勝に進出したが、チーバス・グアダラハラに2試合合計2-7で敗れた。
リギージャの決勝後すぐ、デポルティーボ・トルーカFCの監督就任が発表された。トルーカでは結果と内容を両立させ、わずか2年の在任期間中にベラーノ1998、ベラーノ1999、ベラーノ2000と3度の優勝を果たした。2000年にトルーカを離れ、マヌエル・ラプエンテ監督の後任としてメキシコ代表監督に就任。しかしチームのパフォーマンスは期待以下であり、就任からわずか数カ月で辞任した。
2006年にはCFパチューカの監督に就任した。就任後すぐは成績が低迷したが、ゆっくりとチームを組み換え、同年のコパ・スダメリカーナで初優勝を飾った。メキシコのクラブが南米サッカー連盟(CONMEBOL)主催大会で優勝するのは初めてのことである。2007年のCONCACAFチャンピオンズカップではチームとして2度目の優勝を飾り、クラウスーラ2007ではチームとして9度目の優勝を飾った。7月には第1回スーパーリーガに出場し、メジャーリーグサッカーのロサンゼルス・ギャラクシーをPK戦の末に下して優勝した。12月には日本で開催されたFIFAクラブワールドカップに出場したが、初戦のエトワール・サヘル（チュニジア、アフリカ代表）戦に0-1で敗れ、6位で大会を去った。2008年4月にはCONCACAFチャンピオンズカップで2連覇を果たした。12月には日本で開催されたFIFAクラブワールドカップに出場し、初戦のアル・アハリ（エジプト、アフリカ代表）戦には4-2で勝利したが、準決勝のLDUキト（エクアドル、南米代表）戦には0-2で敗れた。3位決定戦ではガンバ大阪（日本、開催国代表）に0-1で敗れ、4位となった。クラウスーラ2009ではレギュラーシーズン1位でリギージャに進出し、リギージャではチアパスFC、インディオス・デ・シウダ・フアレスを破って決勝に進出したが、決勝ではリカルド・フェレッティ監督率いるUNAMプーマスに2試合合計2-3で敗れた。2009年6月1日にはパチューカとの契約が満了して退任した。
2009年には再びクルス・アスルの監督に就任。2010年7月28日、ハビエル・アギーレ監督が退任して空いたメキシコ代表の暫定監督に就任した。8月11日にはエスタディオ・アステカに2010 FIFAワールドカップ王者のスペイン代表を迎え、1-1の引き分けに持ち込んだ。2012年5月18日には再びトルーカ監督（テクニカルディレクター兼任）に就任し、アペルトゥーラ2012ではトルーカを率い、レギュラーシーズン1位でリギージャに進出。リギージャではチーバスとクラブ・アメリカを破ったが、決勝ではレギュラーシーズン2位のクラブ・ティフアナに敗れた。2013年9月3日、パチューカ監督（テクニカルディレクター兼任）に就任し、監督の座をガブリエル・カバジェロから引き継いだ。

## タイトル

### 指導者時代

#### クラブ
デポルティーボ・トルーカFC
プリメーラ・ディビシオン (3) : ベラーノ1998, ベラーノ1999, ベラーノ2000, クラウスーラ2007
CFパチューカ
プリメーラ・ディビシオン (1) : クラウスーラ2007
CONCACAFチャンピオンズカップ (2) : 2007, 2008
コパ・スダメリカーナ (1) : 2006
スーパーリーガ (1) : 2007

## ギャラリー

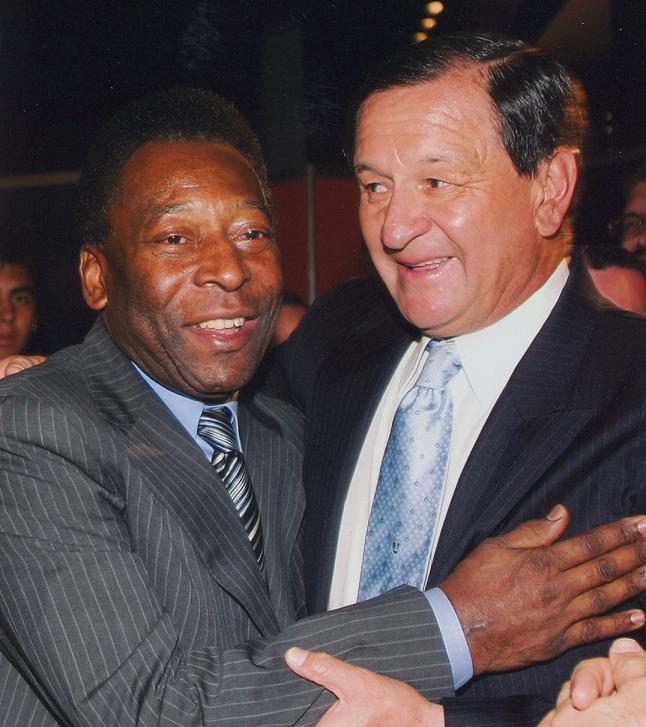
ペレと抱擁するメサ（右）
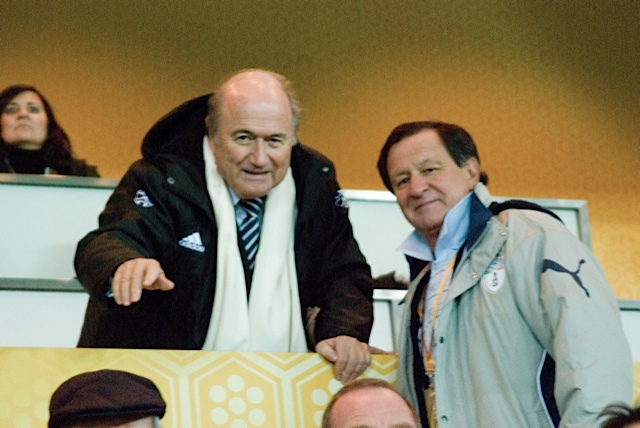
FIFAのブラッター会長とメサ（右）
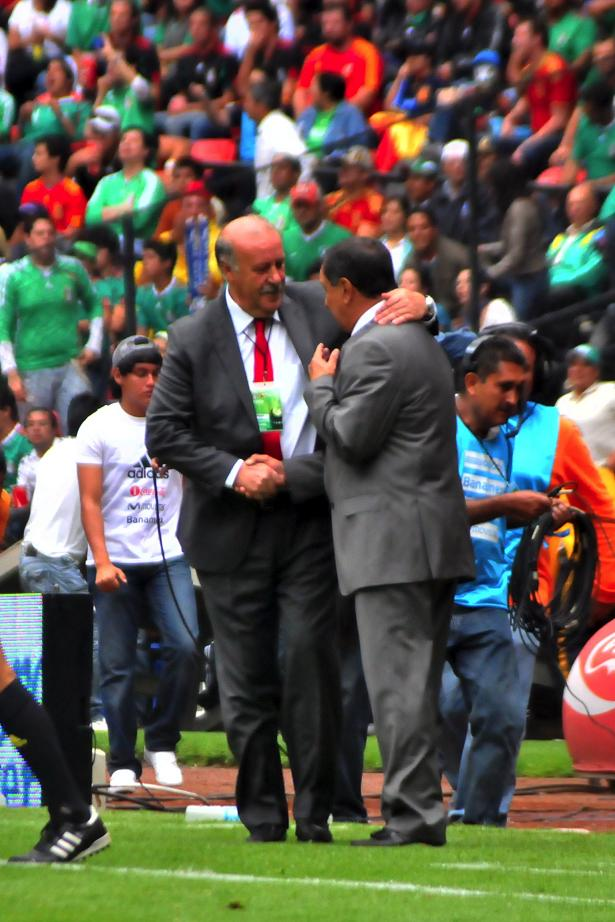
スペイン代表のデル・ボスケ監督とメサ（右）